# Ernie Morgan
Ernest Morgan, plus connu sous le nom d'Ernie Morgan (né le 13 janvier 1927 à Royston dans le Yorkshire du Sud et mort le 3 octobre 2013 à Rainham dans le Kent), est un joueur de football anglais qui évoluait au poste d'attaquant, avant de devenir ensuite entraîneur.

## Biographie

### Carrière de joueur
Ernie Morgan joue principalement en faveur du club de Gillingham. Avec cette équipe, il joue 155 matchs, inscrivant 73 buts.

## Palmarès
Lincoln City
- Championnat d'Angleterre D3 (1) :
  - Champion : 1951-52 (sud).
  - Meilleur buteur : 1954-55 (31 buts).